# Ignacio María Cereceda
Ignacio María Cereceda y Legarda (Labastida, julio de 1869 — c. 1935) fue un artista, periodista y funcionario español.

## Biografía
Nació en Labastida (Álava), hijo de Antonio Cereceda Cereceda y Modesta Legarda Quintana. A finales del siglo XIX estudió pintura en la Escuela Especial de Pintura, Escultura y Grabado de Madrid. Participó en las Exposiciones Nacionales de Bellas Artes en 1890 y 1895.

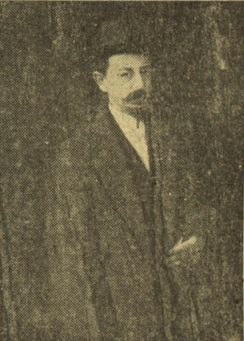
Ignacio Cereceda

En la capital de España tuvo su estudio en la calle de Alcalá y fue redactor del diario carlista El Correo Español, para el que escribió artículos y críticas artísticas.
En 1924 fue nombrado juez de cuentas de segunda clase del Tribunal Supremo de la Hacienda Pública por el directorio militar de Primo de Rivera y en 1931 el gobierno provisional de la Segunda República lo ascendió a contador de primera clase.
Cereceda sirvió de modelo al escultor Agustín Querol para un busto de Don Quijote.

## Obras pictóricas
- Cabeza de estudio
- Retrato
- En acecho